# Gerard Kitchen O’Neill
Gerard Kitchen O'Neill (6. únor 1927, Brooklyn, New York - 27. duben 1992, Redwood City, Kalifornie) byl americký fyzik, filozof a futurolog.
Absolvoval Swarthmore College. Doktorát filozofie získal na Cornell University v roce 1957. V roce 1965 se stal profesorem Princeton University v USA.
Zabýval se možnostmi osidlování vesmíru, problematikou meziplanetárního prostoru. Vytvořil projekty na výstavbu průmyslových zařízení a osídlení na oběžné dráze kolem Země. Potřebné suroviny měly být získávány z Měsíce. Byl zastáncem migrace do meziplanetárního prostoru a další evoluce uskutečňující se již mimo povrch planety Země. V roce 1977 založil Space Studies Institute.